# Eylül Öztürk
Eylül Öztürk Özkan (* 4. Juni 1986 in Balıkesir) ist eine türkische Schauspielerin.

## Leben und Karriere
Öztürk wurde am 4. Juni 1986 in Balıkesir geboren. Sie studierte an der Universität Istanbul. Ihr Debüt gab sie 2014 in dem Film Azem: Cin Karası. Im selben Jahr war sie in Yusuf Yusuf zu sehen.
Anschließend wurde sie 2015 für die Serie Şimdi Onlar Düşünsün gecastet. Außerdem spielte Öztürk in Tut Sözünü mit. 2018 setzte sie ihre Karriere in Deniz ve Güneş fort. Unter anderem bekam sie 2022 in dem Film Çirkin Şansı eine Hauptrolle.
2017 heiratete sie Kenan Barış Özkan und nahm sein Nachnamen an. Aus der Ehe hat Öztürk zwei Kinder.

## Filmografie
Filme
- 2014: Azem: Cin Karası
- 2014: Yusuf Yusuf
- 2015: Tut Sözünü
- 2015: Aşk Nerede?
- 2018: Deniz ve Güneş
- 2022: Çirkin Şansı

Serien
- 2015: Şimdi Onlar Düşünsün
- 2022: Mükemmel Eşleşme